# (17020) Hopemeraengus
(17020) Hopemeraengus est un astéroïde de la ceinture principale.

## Description
(17020) Hopemeraengus est un astéroïde de la ceinture principale. Il fut découvert le 24 février 1999 à Cocoa par Ian P. Griffin. Il présente une orbite caractérisée par un demi-grand axe de 2,75 UA, une excentricité de 0,13 et une inclinaison de 10,4° par rapport à l'écliptique.

## Compléments